# Donauufer Autobahn
Donauufer Autobahn er en betegnelse for motorvej A22 i Østrig, der forløber i en bue nordøst om Wien fra Autobahn Südosttangente Wien A23 ved Kaisermühlen til Stockerau, hvor den videreføres i Weinviertel Schnellstraße S3. Motorvejen indgår i europavejsnettet med nummer E59.
Motorvejen har sit navn efter dens forløb langs Donaus nordøstlige bred gennem Wien. Af miljømæssige årsager har man valgt at lægge en større del af motorvejens strækning i tunnel.
Delstrækingen mellem Stockerau og Korneuburg blev oprindelig bygget som Schnellstraße S3 i årene 1969 – 1971. Den 31. oktober 1981 blev den sekssporede forlængelse fra Korneuburg til Floridsdorfer Brücke åbnet. I 1989 åbnede strækningen fra Floridsdorfer Brücke til Südosttangente A23 ved Kaisermühlen. I efteråret 2007 blev udbygningen af den oprindelige strækning S1 fra Kornuburg til Stockerau udbygget som sekssporet motorvej.
Der er planlagt en forlængelse af A22 fra Kaisermühlen til Kaiserebersdorf, hvor A22 får forbindelse til Ost Autobahn A4. I maj 2008 befinder projektet sig fortsat i en forprojektfase, og der er ikke truffet endelig beslutning om projektet endnu.
48°18′54″N 16°20′43″Ø / 48.315111°N 16.345339°Ø